# SV Thorn
SV Thorn was een Duitse voetbalclub uit het Thorn, dat tegenwoordig het Poolse Toruń is. De club was ook actief in handbal en atletiek. 

## Geschiedenis
De club werd in 1940 opgericht. Voor 1919 was Thorn een Duitse stad, maar werd dan aan Polen afgestaan. In 1939 werd West-Pruisen weer door de Duitsers geannexeerd en kwam er een nieuwe club. 
De club ging van start in de 1. Klasse Danzig-Westpreußen. De club won beide competitiewedstrijden met respectievelijk 14-0 en 12-0. Een promotie zat er dat jaar echter nog niet in. In 1942 nam de club wel deel aan de promotie-eindronde en kon deze ook afdwingen waardoor de club in de Gauliga Danzig-Westpreußen aantrad. In 1942/43 werd de club vierde achter drie clubs uit Danzig. Het volgende seizoen werd de club achtste op tien clubs. Thorn schreef zich nog in voor de competitie van 1944/45 maar speelde geen wedstrijd meer door het nakende einde van de Tweede Wereldoorlog.
Na de oorlog werd de club terug Pools en verdween deze. 